# Реанимация (телесериал)
«Реанима́ция» (англ. Code Black) — американский телевизионный сериал, с Маршей Гей Харден в главной роли, который вышел на CBS в сезоне 2015—2016 годов. Сериал основан на отмеченном наградами документальном фильме, и рассказывает о Лос-Анджелесском госпитале, где врачам приходится сталкиваться со сломанной системой управления больницей, чтобы отстаивать интересы себя и пациентов.
Сериал был разработан Майклом Сеицманом под его общей сделкой с CBS Television Studios. Главную роль в пилоте изначально получила Мэгги Грейс, но в последний момент была уволена и заменена лауреатом премии «Оскар» Маршей Гей Харден. 8 мая 2015 года канал заказал съемки первого сезона, который стартовал 30 сентября 2015 года. 16 мая 2016 года сериал был продлен на второй сезон. 14 мая 2017 года сериал был продлён на третий сезон.
24 мая 2018 года сериал был закрыт после трёх сезонов.

## Актёры и персонажи
- Марша Гей Харден в роли Линн Рориш
- Раза Джаффри в роли Нила Хадсона (сезон 1)[9]
- Бонни Сомервилл в роли Кристы Лоренсон (сезон 1)[9].(только 1 сезон)
- Бен Холлингсворт в роли Марио Саветти
- Мелани Каннокада в роли Малайи Пинеда
- Гарри Форд в роли Ангуса Лейтона
- Уильям Аллен Янг в роли Ролли Гатри
- Луис Гусман в роли Джесси «Мамы» Саландера
- Борис Коджо в роли Майка Кэмпбела (сезон 2)[9]
- Джиллиан Мюррей в роли Хизер Пинкни (сезон 2)[9]
- Роб Лоу в роли доктора Этана Уиллиса (сезон 2)[10]